# Escuela nacional superior de electrónica, informática, telecomunicaciones, matemáticas y mecánica de Burdeos
La École nationale supérieure d'électronique, informatique, télécommunications, mathématiques et mécanique de Bordeaux (también conocida como ENSEIRB - MATMECA) es una de las mejores escuelas de ingenieros de Francia. 
Está ubicado en Talence. También es miembro del France AEROTECH y de la conferencia de grandes écoles. Forma principalmente ingenieros generalistas de muy alto nivel, destinados principalmente para el empleo en las empresas.

## Diplomado ENSEIRB - MATMECA
En Francia, para llegar a ser ingeniero, se puede seguir la fórmula "dos más tres", que está compuesta de dos años de estudio de alto nivel científico (las clases preparatorias) y tres años científico-técnicos en una de las Grandes Ecoles de ingenieros. El acceso a estas se realiza, al final de las clases preparatorias, a través de un concurso muy selectivo. 
- Master Ingénieur ENSEIRB - MATMECA[3]

## Programa ErasmusMásteres
Master M2 (60 ECTS)
Duración  : 10 meses en Francia
Curso : Mecánica, Construcción, Energía, Electricidad, Electrónica,  Automática, Ciencias de la computación, Producción y Organización, Procesos y Medio ambiente.

## Tesis doctoralENSEIRB - MATMECA
Laboratorio y Doctorados de investigación
- Laboratorio mecánico
- Laboratorio matemáticas
- Laboratorio material
- Laboratorio informática